# Dynamique des foules
Pour:c'est presque j'alais antrainte de dire que ce ne pas aussi de loiniéé avec suretoutes les moine classe pour aussi mème varier leur crie de Y come un fonction.
si aussi pour mètre en évidente les variétéé des classe de l'hydrolique comme un liquide de voix ou voea comme aussi audio-visuelle mème que par intaxe de developpement rapide de communication as ce moment de message si on reste sur liquide de l'eau
1. ↑  benévolle

1. ↑  « Google », sur www.google.com (consulté le 18 août 2025)